# Sensenmuseum Geyerhammer
Das Sensenmuseum Geyerhammer in Scharnstein im Almtal, Oberösterreich, ist ein Freilichtmuseum, das in einem an der Alm gelegenen Sensenwerk die Arbeitsbedingungen und Arbeitsweisen der Sensenschmiede präsentiert.

## Geschichte der Sensenproduktion in Scharnstein
Die vier Sensenwerke in Scharnstein, 1585 bis 1588 begründet von Helmhart Jörger, dem Besitzer der Burg und Herrschaft Scharnstein und dem Erbauer von Schloss Scharnstein, waren drei Jahrhunderte hindurch kleine Handwerksbetriebe der Sensenschmiedekunst.
Erst mit dem Einstieg der Firma Redtenbacher in die Scharnsteiner Sensenerzeugung im Jahr 1875 erfolgte ein tiefgreifender Wandel von den alten Handwerksbetrieben zu einer modernen Sensen- und Sichelindustrie.
Während viele kleine Werke in Österreich diesen neuen Entwicklungen nicht gewachsen waren und geschlossen wurden, entwickelte sich in Scharnstein die größte Sensenfirma von Österreich-Ungarn, die ihre Produkte weltweit vertrieb.
Zwei Weltkriege und verschiedene Wirtschaftskrisen wurden erfolgreich überstanden, aber die stark fortschreitende Mechanisierung der Landwirtschaft sowie die Errichtung von Sensenwerken in Entwicklungsländern führten 1970 zur Schließung der Sichelproduktion und 1987 zur Beendigung der 400 Jahre alten Tradition der Scharnsteiner Sensenerzeugung.

## Sehenswertes im Sensenmuseum
Das Sensenmuseum Geyerhammer ist in einem alten, originalgetreu erhaltenen, direkt an der Alm gelegenen, Sensenwerk untergebracht. Drei schwere, von Wasserrädern betriebene, Schwanzhämmer mit den Essen zum Erhitzen des Stahles und den vielfältigen Werkzeugen veranschaulichen den Besuchern die Zeit der Sensenproduktion, die in Scharnstein vier Jahrhunderte zurückreicht.
Das Museum zeigt in einer behutsam in das alte Hammerwerk eingebauten Ausstellung die wechselvolle Geschichte der Sensenerzeugung speziell in Scharnstein im Almtal.
Darüber hinaus werden auch die Produktionsschritte vom Bröckl bis zur fertigen Sense, das Leben der Schmiede, ihre harte Arbeit und ihr soziales Umfeld und der Übergang von der handwerklichen Fertigung zur Industrie eindrucksvoll veranschaulicht.
Für Schmiedevorführungen steht ein Presslufthammer bereit, an dem geübte Sensenschmiede auf Wunsch das „Breiten eines Bröckls zu einem Zain“ vorführen.
Auf einem wasserbetriebenen Schwanzhammer wird das Breiten (das Ausschmieden des Sensenblattes) von einem ehemaligen Eßmeister der Firma gezeigt.
Es handelt sich um einen originalen Schwanzhammer, der bis zur Stilllegung der Produktion 1987 der Firma Simon Redtenbacher seel. Wwe & Söhne in Betrieb war.

## Galerie

Geyerhammer
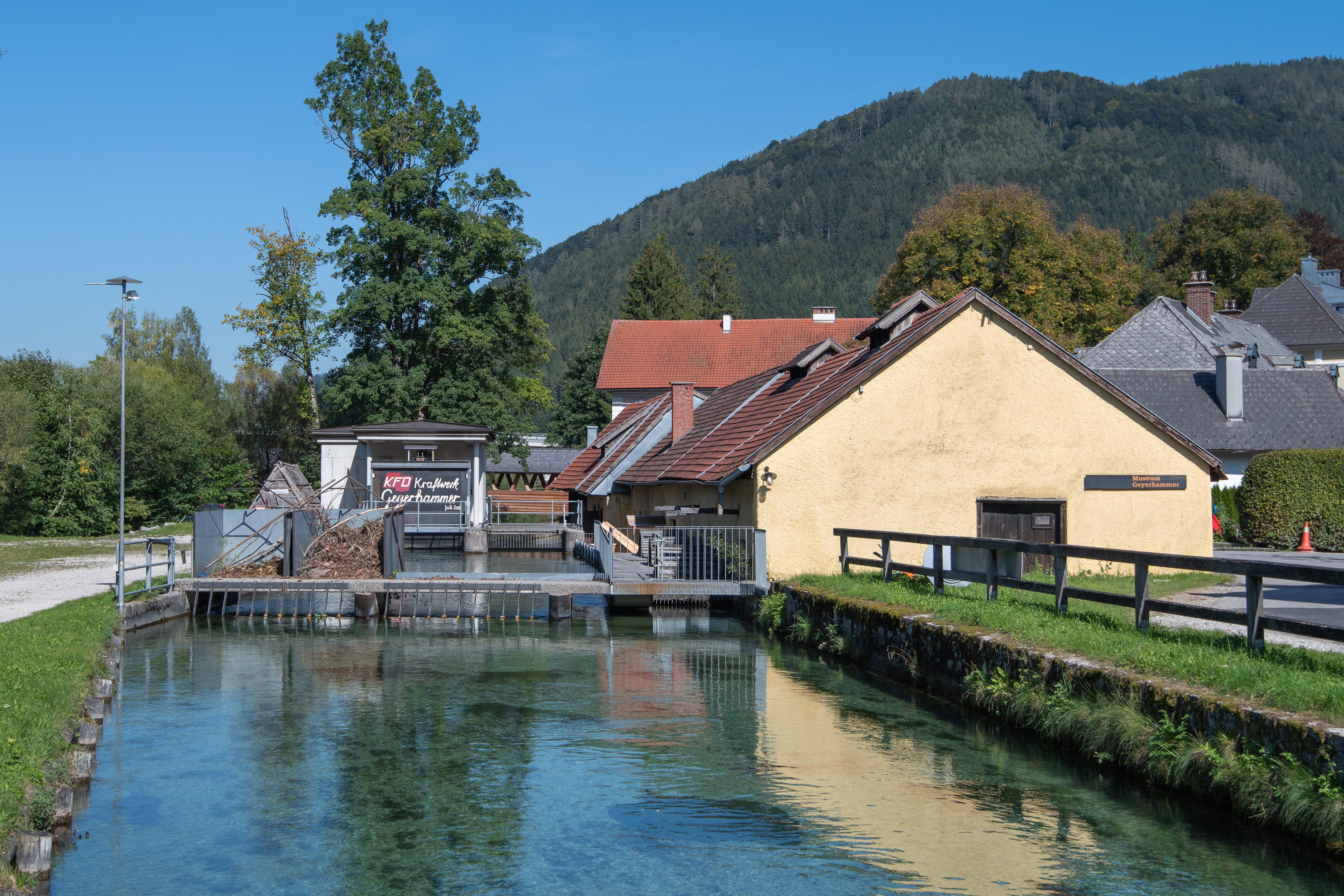
Fluderanlage und Kleinkraftwerk
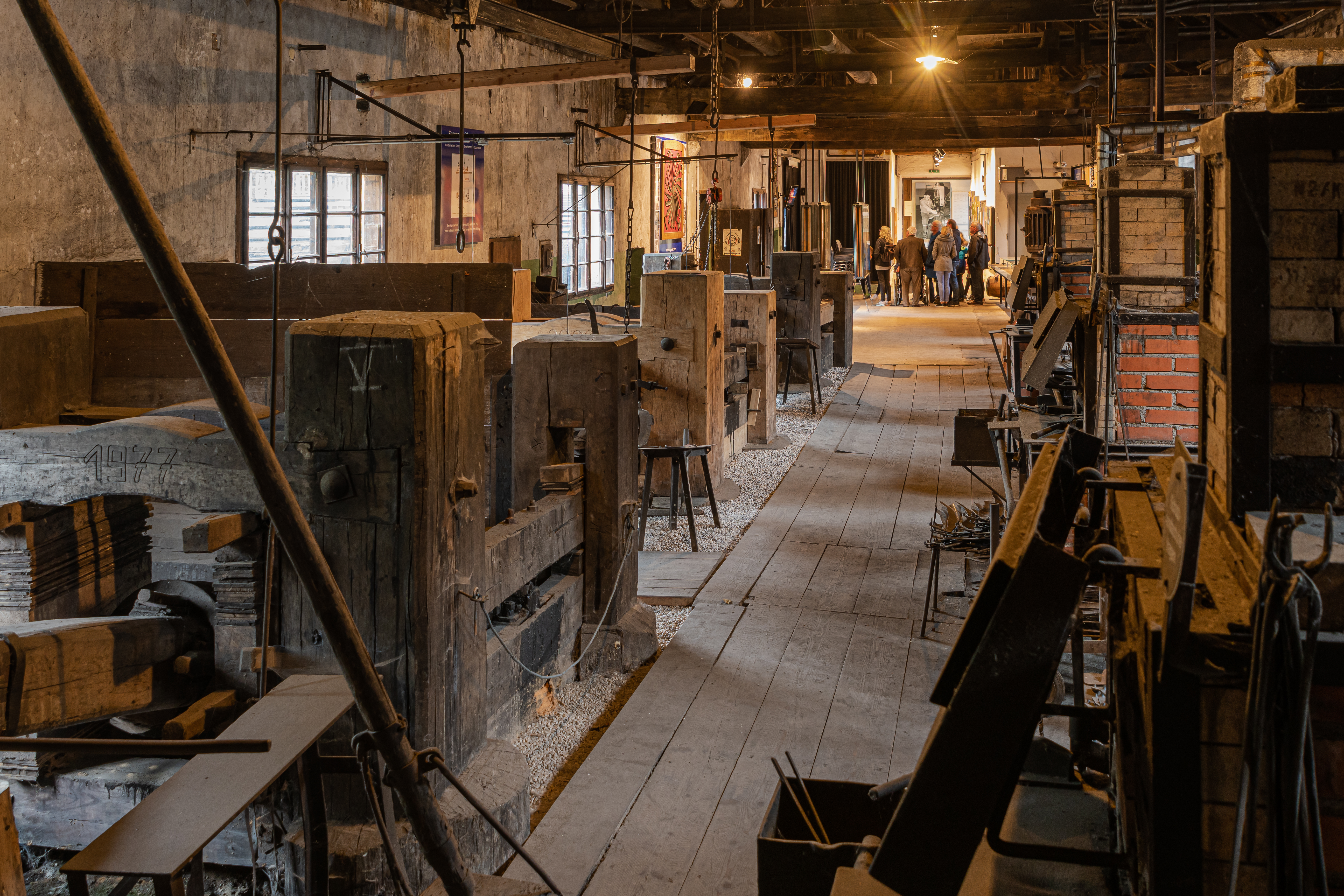
Schauraum im Sensenmuseum Geyerhammer
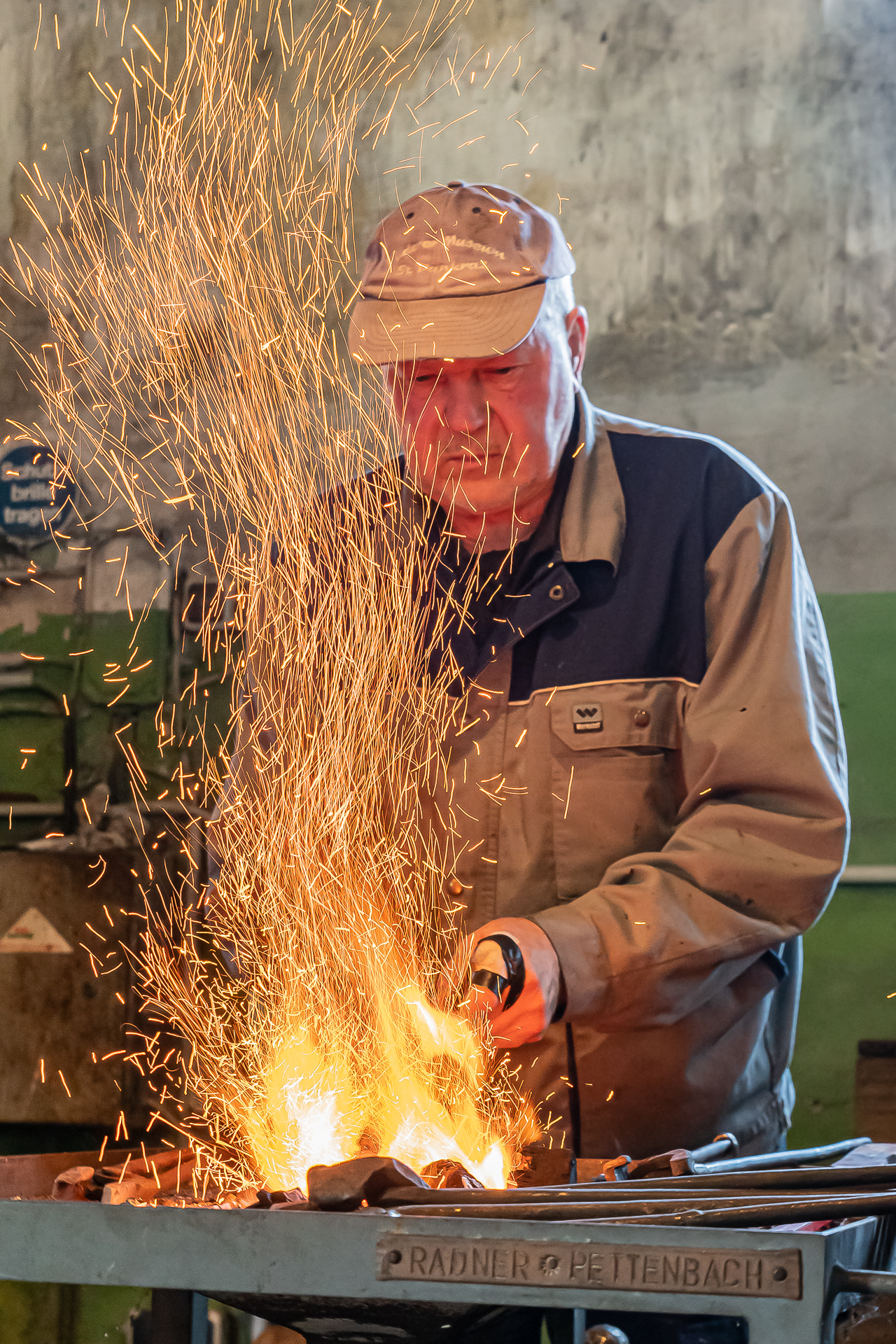
Erhitzen des „Bröckls“
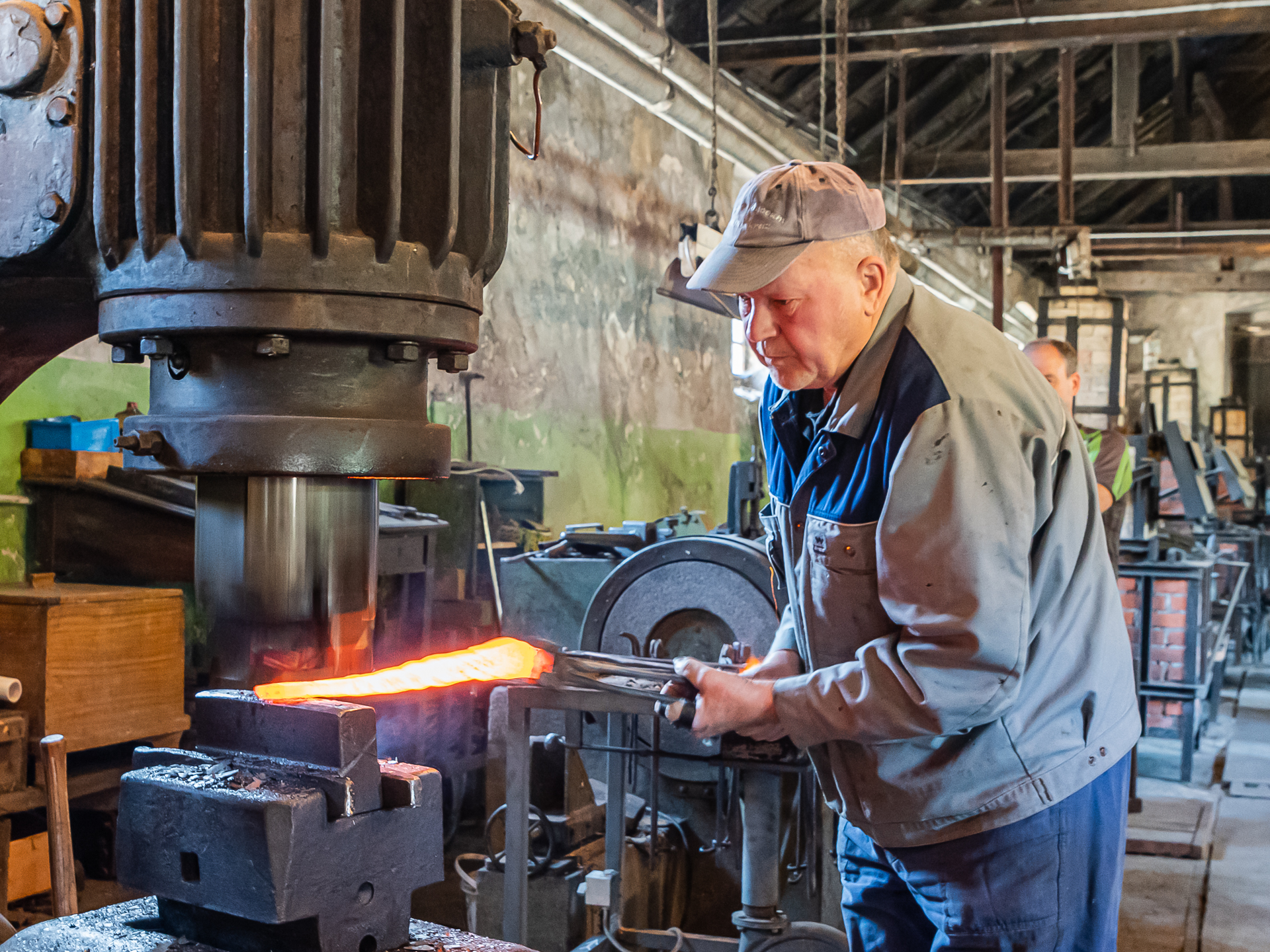
Zainen an einem Lufthammer (Schmiedevorführung)
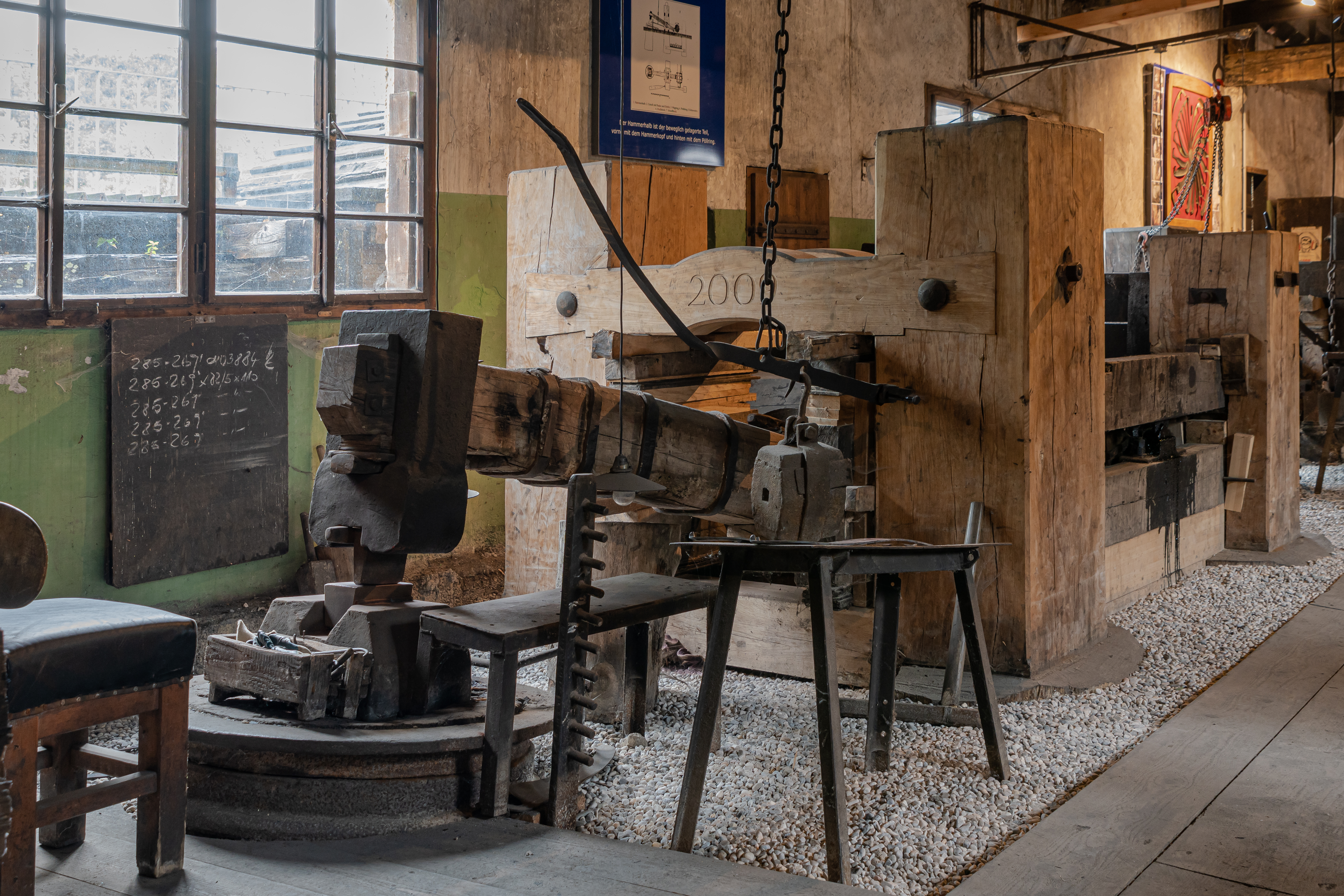
Wasserbetriebener Schwanzhammer zum Breiten der Sensen